# Sidotheca trilobata
Sidotheca trilobata är en slideväxtart som först beskrevs av Asa Gray, och fick sitt nu gällande namn av James Lauritz Reveal. Sidotheca trilobata ingår i släktet Sidotheca och familjen slideväxter. Inga underarter finns listade i Catalogue of Life.